# Bad to the Bone (álbum)
Bad to the Bone es el quinto álbum de estudio de la banda de rock estadounidense George Thorogood & The Destroyers, publicado en 1982 por EMI America Records. El álbum contiene la canción más reconocida de la agrupación, "Bad to the Bone". Se publicó una versión especial del disco en 2007 para celebrar el aniversario n.º 25 de su lanzamiento original.

## Lista de canciones
1. "Back to Wentzville" (George Thorogood) – 3:30
2. "Blue Highway" (Nick Gravenites, David Getz) – 4:44
3. "Nobody but Me" (The Isley Brothers) – 3:28
4. "It's a Sin" (Jimmy Reed) – 3:32
5. "New Boogie Chillun" (John Lee Hooker) – 5:03
6. "Bad to the Bone" (George Thorogood) – 4:52
7. "Miss Luann" (George Thorogood) – 4:13
8. "As the Years Go Passing By" (Deadric Malone) – 5:03
9. "No Particular Place to Go" (Chuck Berry) – 4:00
10. "Wanted Man" (Bob Dylan) – 3:12

### Bonus tracks de la edición de aniversario
1. "That Philly Thing" (George Thorogood) – 2:25
2. "Blue Highway" (Nick Gravenites, David Getz) – 4:08
3. "New Boogie Chillun" (John Lee Hooker) – 7:10
4. "No Particular Place to Go" (Chuck Berry) – 4:26
5. "As the Years Go Passing By" (Deadric Malone) – 4:44
6. "Bad to the Bone" (George Thorogood) – 7:05
7. "Wanted Man" (Bob Dylan) – 3:57

## Créditos
Músicos
- George Thorogood – voz y guitarra eléctrica
- Billy Blough – bajo
- Hank Carter – saxofón
- Jeff Simon – batería y percusiones

Músicos adicionales
- Ian Stewart – piano